# 惣持寺
惣持寺（そうじじ）は、山形県寒河江市にかつて存在した真言宗の寺院。三光山遮那院惣持寺。

## 歴史
- 寒河江大江氏の祈願寺としての成立は寒河江8代、時氏代の寒河江城大修築の際。[1]
- 寒河江城の鬼門にあたる二の丸の北東角に鎮守社として稲荷神社が奉祀され、その別当として三光山遮那院惣持寺が勧請された。
- 開山は真済僧正とされる。[2]
- 旧大江家領内では本寺格の寺院で、宝暦12年（1762年）には末寺7か寺、門徒18か寺、廃寺4か寺を支配していた。[3]
- 明治維新の神仏分離に際しては、31代住職の亮融が稲荷社の神主となって復飾し、柿本音人と名乗り第3代の寒河江町長を務めた。[4]
- 廃寺の時に仏器具・什器類の譲渡目録は、末寺筆頭の知事職であった長念寺に保管され、惣持寺の二千数百坪の境内は柿本家の所有となった。[5]

## 門末廻状順路
1. 長念寺（寒河江三の丸）
2. 月山寺（寒河江楯西村）
3. 満徳院（寒河江楯西村）
4. 神宮寺（寒河江楯西村）
5. 実相坊（寒河江楯西村）
6. 柴橋寺（柴橋）
7. 光徳寺（松川）
8. 実相院（左沢）
9. 善明院（北山）
10. 光養寺（塩平）
11. 西光寺（所部）
12. 来迎寺（小釿）
13. 妙法院（楢山）
14. 宝蔵寺（月布）
15. 黒森寺（黒森）
16. 愛染院（入間）
17. 西林寺（沢口）
18. 万福寺（大暮山）
19. 白山寺（大谷）
20. 福寿院（中沢）
21. 昌城院（左中）
22. 長福寺（湯船(北山)）
23. 安養院（深沢）
24. 洞光寺（中郷）
25. 円福寺（金谷原）
26. 長松寺（西根）
27. 蓮蔵坊（寒河江楯北村）
28. 久光寺（材木）
29. 妙勝院（小柳）